# Ustersbach
Ustersbach je švábská obec v okrese Augsburg v Německu. Žije zde 1 177 obyvatel (stav v roce 2007). Nachází se v nadmořské výšce 490 m n. m.

## Místní části
- Ustersbach
- Mödishofen
- Baschenegg
- Osterkühbach